# República Socialista Soviética de Uzbekistán
La República Socialista Soviética de Uzbekistán, abreviado como RSS de Uzbekistán (en uzbeko: Ўзбекистон Совет Социалистик Республикаси),  comúnmente referido como Uzbekistán Soviético, fue una de las quince repúblicas constituyentes de la antigua Unión Soviética, desde 1924 hasta 1991.

## Historia
En 1924, se redefinieron las fronteras internas del Asia Central atendiendo a criterios étnicos, determinados por Iósif Stalin, Comisario del Pueblo para las Nacionalidades del gobierno de Lenin. El 27 de octubre de ese año, se crea la RSS de Uzbekistán de la unión de la República Popular Soviética de Bujará, la República Soviética Socialista de Corasmia y parte de la RASS del Turkestán convirtiéndose en república de la URSS.
Hasta 1929 la RSS de Uzbekistán incluía a la RASS de Tayikistán, año en que esta se separó, adquiriendo igual rango dentro de la URSS. En 1930, la capital es trasladada de la ciudad de Samarcanda a Taskent, y en 1936, se incorpora la RASS de Karakalpakia que hasta entonces pertenecía a la RSS de Kazajistán.
El 1 de septiembre de 1991, la RSS de Uzbekistán cambió su nombre por el de República de Uzbekistán, permaneciendo dentro de la Unión Soviética hasta el 26 de diciembre de ese mismo año, cuando se produjo la disolución de la URSS.

## Política
Al igual que en las demás repúblicas de la Unión Soviética, Uzbekistán tenía un gobierno en el marco de una república socialista de partido único gobernada por la rama regional del Partido Comunista de la Unión Soviética conocida como Partido Comunista de la República Socialista Soviética de Uzbekistán, dirigida por un Primer Secretario, y que tenía una importante presencia en todos los órganos de gobierno, política y sociedad. El poder legislativo consistía en el Sóviet Supremo, el cual era el parlamento unicameral de la república encabezada por un presidente, y con sede en el edificio del Sóviet Supremo en Taskent. El Presidente del Consejo de Ministros por otro lado dirigía al poder ejecutivo.

### Militar
Uzbekistán tenía la presencia más fuerte de las Fuerzas Armadas Soviéticas de las otras Repúblicas de Asia Central. Casi todas sus tropas eran personal del Distrito Militar de Turkestán (TurkVO), que tenía su base en Tashkent. El personal  se distribuyó entre las fuerzas armadas de Uzbekistán, así como las fuerzas armadas de las otras cuatro repúblicas de Asia Central cuando se disolvió en junio de 1992. En el momento de la independencia, los rusos étnicos llenaron las filas de las fuerzas armadas recién creadas y formaron  la mayor parte del cuerpo de oficiales.
La RSS de Uzbekistán operaba su propio Ministerio del Interior (MVD) independiente del Ministerio del Interior de la Unión Soviética, del cual era una organización afiliada republicana.

## Subdivisión administrativa
La RSS de Uzbekistán estaba dividida en 11 óblast (provincias) y una república autónoma, como se muestra en la tabla siguiente (datos del 1 de enero de 1976, fuente Gran Enciclopedia Soviética): 

### Repúblicas autónomas
| Nombre               | Capital | Superficie (miles de km²) | Población (miles de hab.) |
| -------------------- | ------- | ------------------------- | ------------------------- |
| RASS de Karakalpakia | Nukus   |                           |                           |

| Nombre                                                               | Capital                                                              | Superficie (miles de km²)                                            | Población (miles de hab.)                                            |
| Repúblicas autónomas desaparecidas antes de la disolución de la URSS | Repúblicas autónomas desaparecidas antes de la disolución de la URSS | Repúblicas autónomas desaparecidas antes de la disolución de la URSS | Repúblicas autónomas desaparecidas antes de la disolución de la URSS |
| -------------------------------------------------------------------- | -------------------------------------------------------------------- | -------------------------------------------------------------------- | -------------------------------------------------------------------- |
| RASS de Tayikistán (1924-1929)                                       | Dusambé                                                              |                                                                      |                                                                      |

### Óblasts
| Nombre                | Capital    | Superficie (miles de km²) | Población (miles de hab.) |
| --------------------- | ---------- | ------------------------- | ------------------------- |
| Óblast de Andiyán     | Andiyán    | 4,2                       | 1.259                     |
| Óblast de Bujará      | Bujará     | 143,2                     | 1.149                     |
| Óblast de Corasmia    | Urgench    | 4,5                       | 666                       |
| Óblast de Djizaks     | Djizaks    | 20,3                      | 426                       |
| Óblast de Ferganá     | Ferganá    | 7,1                       | 1.593                     |
| Óblast de Kashkadar   | Karshi     | 28,4                      | 972                       |
| Óblast de Namangán    | Namangán   | 7,9                       | 1.024                     |
| Óblast de Navoi       | Navoi      |                           |                           |
| Óblast de Samarcanda  | Samarcanda | 24,5                      | 1.610                     |
| Óblast de Surjandarín | Termez     | 20,8                      | 801                       |
| Óblast de Sir Daria   | Gulistán   | 5,3                       | 416                       |
| Óblast de Taskent     | Taskent    | 15,6                      | 3.338                     |

### Óblasts autónomos
| Nombre                                                            | Capital                                                           | Superficie (miles de km²)                                         | Población (miles de hab.)                                         |
| Óblasts autónomos desaparecidos antes de la disolución de la URSS | Óblasts autónomos desaparecidos antes de la disolución de la URSS | Óblasts autónomos desaparecidos antes de la disolución de la URSS | Óblasts autónomos desaparecidos antes de la disolución de la URSS |
| ----------------------------------------------------------------- | ----------------------------------------------------------------- | ----------------------------------------------------------------- | ----------------------------------------------------------------- |
| Óblast Autónomo de Karakalpakia (1925-1936)                       | Nukus                                                             | 165,6                                                             | 1,214                                                             |

## Economía
A principios de la década de los años 60 se iniciaron las obras, abasteciéndose del río Amu Daria, para posibilitar la irrigación de grandes extensiones de terrenos de cultivo que se dedicaron mayormente a la producción de algodón, convirtiendo a la Unión Soviética en el mayor productor mundial de algodón, pero también provocó la disminución drástica del flujo de agua al mar de Aral, lo que se tradujo en su desaparición.

### Industria
Uzbekistán tenía un sector industrial que incluía la generación de energía eléctrica, la ingeniería y la industria química.
La energía de Uzbekistán provino de grandes plantas de energía térmica, incluidas las de Sir Daria, Angren, Tashkent y otras.  También había un componente hidroeléctrico en la economía, incluidas las centrales hidroeléctricas Charvak, Hodzhikentskaya, Gazalkent y Farjad, entre otras.
La industria del gas natural era de importancia para la economía de la república.  Los depósitos de Gazly y otros y el área de Kashkadarya (Mubarak, Shurtan) contribuyeron a esta industria.  Uzbekistán también produjo petróleo (valle de Ferganá, región de Bujará y Surjandarya).  En términos de minerales, hubo producción de plomo y zinc, tungsteno, molibdeno, minerales de cobre (que se encuentran en el grupo de depósitos de Karamazarskaya) y oro (que se encuentra en la región de Navoi, la región de Yizaj y otros).
La fabricación de productos químicos incluía la producción de fertilizantes minerales (nitrógeno y fósforo) para el algodón (en Chirchik, Kokand, Samarcanda, Ferganá, Almalyk y Navoi);  la fabricación de fibras químicas (en Ferganá);  plásticos (en Ferganá y Namangan), productos de caucho, productos químicos domésticos y más.  La industria petroquímica, química y farmacéutica, y la microbiológica estuvieron presentes de alguna forma.
Parte del sector de la ingeniería incluía: agricultura (maquinaria para la mecanización del cultivo de algodón, cosechadoras de algodón, etc.), producción de tractores, equipos para la industria textil y del algodón, máquinas de construcción y viales, ingeniería eléctrica;  aviación, electrónica e instrumentación, ingeniería química y petrolera.  Algunas empresas también producían cemento, tuberías de asbesto-cemento, pizarra y cerámica.
Parte de la industria ligera presente en Uzbekistán incluía el procesamiento primario de algodón, capullos de seda, lana, cultivos de fibra, pieles en bruto y pieles de karakul.  En Uzbekistán se producían textiles, calzado, prendas de vestir y alfombras de algodón y seda.
La industria alimentaria producía aceite y grasa, principalmente la producción de aceite a partir de semillas de algodón, verduras enlatadas, mantequilla y queso, leche y carne.

## Demografía
Durante la Segunda Guerra Mundial, las autoridades soviéticas reubicaron numerosas industrias en la RSS de Uzbekistán desde las vulnerables localizaciones en las regiones occidentales de la URSS para evitar que cayeran en poder de los nazis. Un gran número de rusos, ucranianos y otras nacionalidades acompañaron a las fábricas cambiando la demografía de Uzbekistán. Se ahondaron estos cambios con las deportaciones de grupos étnicos enteros sospechosos de colaborar con las potencias del Eje. Esto incluyó a un gran número de alemanes del Volga, coreanos, tártaros de Crimea y chechenos.